# Sòl pelvià
El sòl pelvià o diafragma pelvià es compon de fibres musculars de l'elevador de l'anus, múscul coccigi i teixit connectiu associat que abasta la zona inferior de la pelvis. El diafragma pelvià és una partició muscular formada pels elevadors anal i coccigeal, amb els quals es pot incloure la fàscia pelviana parietal en els seus aspectes superior i inferior. El sòl pelvià separa la cavitat pelviana per sobre de la regió perineal (inclòs el perineu) per sota. Per tal d'adaptar-se al canal de part, la cavitat pelviana d'una femella és més gran que la d'un mascle, el sòl pelvià tendeix a considerar-se part de l'anatomia femenina, però els mascles tenen un sòl pelvià equivalent.

## Funció
Proporciona suport a les visceres pèlviques, per exemple, la bufeta urinària, els intestins, l'úter (en les dones), i per mantenir la continència com a part dels esfínters urinaris i anals.

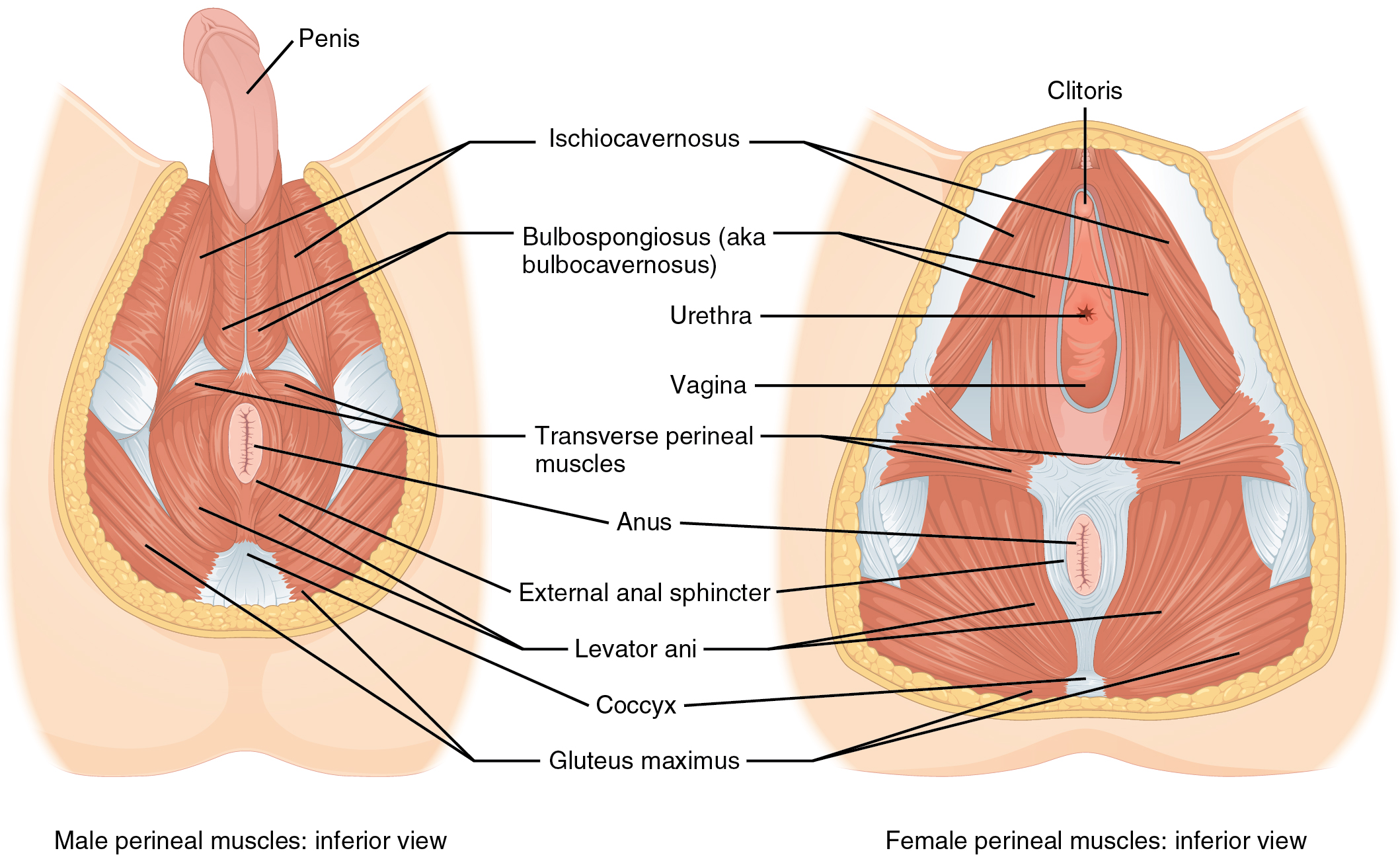
Músculs del perineu